# Diesendorf (Gemeinde St. Leonhard am Forst)
Diesendorf ist eine Ortschaft in der Marktgemeinde St. Leonhard am Forst im Bezirk Melk in Niederösterreich. Die Ortschaft hat 89 Einwohner (Stand 1. Jänner 2025).

## Geografie
Das in der Katastralgemeinde Aichbach liegende Dorf befindet sich an der Einmündung des Kroisbaches in die Melk und ist über die Landesstraße L106 erreichbar. Im Ort kreuzt die Landesstraße L5255.

## Geschichte
Im Jahr 1822 wurde der Ort als Dorf mit neun Häusern genannt, das nach Oberndorf eingepfarrt war, wohin auch die Kinder eingeschult wurden. Die Herrschaft Scheibbs besaß die Ortsobrigkeit und besorgte die Konskription. Die Landgerichtsbarkeit wurde von der Herrschaft Peilstein ausgeübt. Die Untertanen und Grundholde des Ortes gehörten den Herrschaften Scheibbs, Peilstein und Plankenstein.
Laut Adressbuch von Österreich waren im Jahr 1938 in Diesendorf ein Gastwirt, zwei Gemischtwarenhändler, eine Mühle samt Sägewerk und ein Schmied ansässig. Bis zur Gemeindezusammenlegung in den 1970ern war der Ort ein Teil der damaligen Gemeinde Aichbach.